# كارلوس بيلوكي
كارلوس بيلوكي (بالإسبانية: Carlos Bellucci)‏ هو ممثل أرجنتيني، ولد في 1895 ببوينس آيرس في الأرجنتين، وتوفي بنفس المكان في 1953 بسبب نوبة قلبية.

## وصلات خارجية
- كارلوس بيلوكي على موقع IMDb (الإنجليزية)
- كارلوس بيلوكي على موقع قاعدة بيانات الفيلم (الإنجليزية)